# Robinsonka (film, 1974)
Robinsonka je československé filmové drama režiséra Karla Kachyni z roku 1974 natočené ve filmovém studiu Barrandov a Československé televizi. Jde o stejnojmennou adaptaci dívčího románu Marie Majerové z roku 1940. V hlavních rolích Miroslava Šafránková a Petr Kostka, hudbu složil Zdeněk Liška. Miroslava Šafránková získala v roce 1975 na XV. Festivalu pro děti v Gottwaldově (Zlín) Cenu dětské poroty za nejlepší dětský herecký výkon.

## Obsazení
- Miroslava Šafránková – Blažena Borová, čtrnáctiletá dívka
- Petr Kostka – Jaroslav Bor, otec Blaženy
- Jaroslava Obermaierová – kuchařka Tonička, sousedka
- Vladimír Dlouhý – Jarda Duchoň, spolužák
- Zdena Lacinová – Julka
- Věra Bublíková – lékařka
- Renata Borová – ošetřovatelka
- Zdeněk Martínek – bosňáček
- Marie Horáková – Maďa
- Jaroslav Heyduk – děda
- Zlata Adamovská – kamarádka
- Otakar Brousek ml. – kamelot

## Obsah
Čtrnáctiletá dívka Blažena Borová (Miroslava Šafránková) je postavena do těžké životní role ve chvíli, kdy při porodu bratříčka Petříka její maminka umírá. Otec taxikář (Petr Kostka) se v těžkých časech prvorepublikové krize živí těžko, a tak Blažena musí nejen zastat novou roli v péči o domácnost, ale navíc ztíženou nedostatkem peněz. Je smutná ze ztráty maminky i z toho, že bratr Petřík nemůže být doma s nimi a zůstal v kojeneckém ústavu. V tom všem jí pomáhá spříznění s literární postavou Robinsona Crusoe, který rovněž v samotě úspěšně překonává úskalí svého osudu. V domácnosti jí pomáhá hodná sousedka Tonička (Jaroslava Obermaierová). Blažena se postupně spřátelí s Jardou Duchoněm (Vladimír Dlouhý), který ji učí jezdit na svém kole. Vlastní kolo je pro ní však nyní nedostupným luxusem. Blažena onemocní. Příběh končí přes všechny nesnáze šťastně, neboť o příštích Vánocích Blažena získává nejen novou maminku Toničku, ale i bratříčka z kojeneckého ústavu a pod stromečkem nové kolo. Po prázdninách bude moci pokračovat ve studiu na gymnáziu.

## Zajímavosti
- Kniha Robinsonka byla zfilmována již v roce 1956 s Ladislavem Peškem a Jaroslavou Tvrzníkovou v hlavních rolích v režii Jaromíra Pleskota.
- Natáčení probíhalo v Seči u Chrudimi, v Praze na Smíchově a na Kampě. [2]